# Khrystyna Soloviy
Khrystyna Ivanivna Soloviy (ukrainien : Христина Іванівна Соловій), née le 17 janvier 1993 à Drohobych, Oblast de Lviv, est une chanteuse de folk ukrainienne-lemko.

## Biographie
Originaire de Drohobych, Khrystyna Ivanivna Soloviy grandit dans une famille de chefs de chœur. Elle possède un quart d'origine Lemko. Elle déménage avec sa famille à Lviv et pendant trois ans, elle interprète des chansons folkloriques Lemko dans le chœur Lemkovyna. 
Khrystyna Soloviy est diplômée de la faculté de philologie de l'Université nationale Ivan Franko de Lviv.

## Carrière musicale
En 2013, Khrystyna Soloviy participe à la version ukrainienne de The Voice, nommée Holos Krayiny. Elle intègre l'équipe de Svyatoslav Vakarchuk et atteint les demi-finales du concours. Pendant sa participation, elle interprète principalement des chansons folkloriques ukrainiennes.
En 2015, Khrystyna Soloviy sort son premier album Zhyva voda (ukrainien : Жива вода ; Eau vive) qui comprend douze titres, dont dix chansons folkloriques d'origine lemko et ukrainienne et deux écrites par elle-même,.
Le 24 octobre 2018, Khrystyna Soloviy sort son deuxième album studio Liubyi druh (ukrainien : Любий друг ; Dear Friend). En 2021, la chanteuse édite deux EPs, intitulés Rosa Ventorum I et Rosa Ventorum II,.

## Discographie
- 2015 : Zhyva voda, ТОВ "Суперсиметрія"
- 2018 : Liubyi druh, ТОВ "Суперсиметрія"
- 2021 : Rosa Ventorum I, ТОВ "Суперсиметрія"
- 2021 : Rosa Ventorum II, ТОВ "Суперсиметрія"